# Génesis 1:4
Génesis 1:4 es el cuarto versículo del primer capítulo del Libro de Génesis. Es la respuesta al mandato de Dios en el versículo 3: «Sea la luz». Es parte de la narración de la creación del Génesis dentro de la porción de la Torá Bereshit (Génesis 1:1–6:8). El versículo señala que la luz era buena y que Dios dividió, apartó o separó a la luz de las tinieblas. Ha sido interpretado de diferentes formas y representado por artistas como Miguel Ángel.

## Texto hebreo
- Vocalizado: וירא אלהים את־האור כי־טוב ויבדל אלהים בין האור ובין החשך
- Transliterado: Wayyarə’ ’ĕlōhîm ’eṯ-hā’ôr, kî-ṭôḇ; wayyaḇədēl ’ĕlōhîm bên hā’ôr ûḇên haḥōšeḵ.

## Interpretación

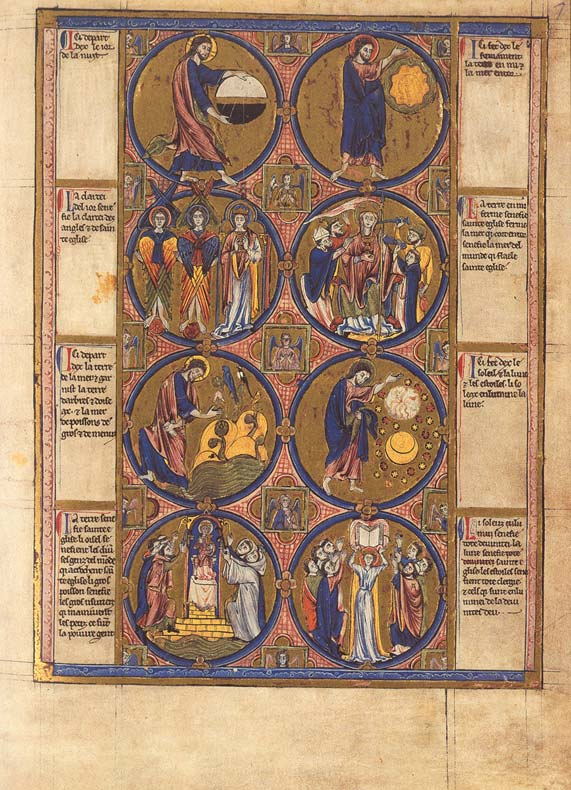
Dios divide la luz de las tinieblas, representado en la parte superior de la página de un manuscrito iluminado (c. 1250).

La referencia a la bondad aquí refleja el hecho de que el pensamiento hebreo no tenía lugar para creer que el universo material es malo en sí mismo. La división entre luz y oscuridad en este versículo se ha interpretado tanto literal como metafóricamente.

### División literal de la luz
Gerald Schroeder, en su libro The Science of God: The Convergence of Scientific and Biblical Wisdom, afirma que este versículo describe fenómenos literales dentro de la cosmología física, comparándolo con la inflación cósmica.
El comentarista Paul Kissling escribe que la primera parte del versículo indica que «el universo material es bueno, no malo; impersonal, no personal» y que la segunda parte refleja la naturaleza ordenada del universo físico.
Franz Delitzsch y otros consideran que el versículo marca el comienzo de la alternancia de la luz y la oscuridad o la creación del tiempo mismo.

### División metafórica de la luz
Agustín de Hipona, en La ciudad de Dios, interpreta que el versículo describe una división entre los ángeles santos y los ángeles inmundos, señalando que la existencia del sol, la luna y las estrellas no implicaba una división entre la luz física y la oscuridad, sino «entre esa luz, que es la santa compañía de los ángeles espiritualmente radiante con la iluminación de la verdad, y esa oscuridad opuesta, que es la repugnante suciedad de la condición espiritual de esos ángeles que se apartan de la luz de la justicia, que solo [Dios] mismo podía dividir». Agustín continúa esto sugiriendo que «Dios vio que la luz era buena» se refiere a la bondad moral de los ángeles.
El Zohar contiene una serie de interpretaciones de este versículo, incluida la sugerencia de que «Dios vio que la luz era buena» significa que «el universo se iluminó y se impregnó de la vida divina que lo preserva para el bien común y la felicidad de todos los seres creados y animados».
Rashi da una interpretación agádica de este versículo, indicando que la luz está reservada para los justos en el Mundo Venidero.

### Interpretación del marco
La interpretación del marco considera la división de la luz de la oscuridad como parte de una estructura literaria, paralela a la posterior separación del mar del cielo y la tierra del mar.

## En el arte
Hay muchas representaciones de este versículo, como la Separación de la luz de la oscuridad (parte del techo de la Capilla Sixtina) de Miguel Ángel.

## Apéndice
| Traducción                    | Texto                                                                   |
| ----------------------------- | ----------------------------------------------------------------------- |
| Reina-Valera                  | Y vio Dios que la luz era buena; y separó Dios la luz de las tinieblas. |
| La Biblia de las Américas     | Y vio Dios que la luz era buena; y separó Dios la luz de las tinieblas. |
| La Biblia del Siglo de Oro    | Vio Dios que la luz era buena, y separó la luz de las tinieblas.        |
| Nueva Versión Internacional   | Dios consideró que la luz era buena y la separó de las tinieblas.       |
| Nueva Traducción Viviente     | Y Dios vio que la luz era buena. Luego separó la luz de la oscuridad.   |
| La Palabra (España)           | Al ver Dios que la luz era buena, la separó de las tinieblas,           |
| La Palabra (Hispanoamérica)   | Al ver Dios que la luz era buena, la separó de las tinieblas,           |
| Biblia de Jerusalén           | Vio Dios que la luz estaba bien, y apartó Dios la luz de la oscuridad;  |
| Biblia Latinoamericana        | Dios vio que la luz era buena, y separó la luz de las tinieblas.        |
| El Libro del Pueblo de Dios   | Dios vio que la luz era buena, y separó la luz de las tinieblas;        |
| Dios Habla Hoy                | Al ver Dios que la luz era buena, la separó de la oscuridad             |
| Traducción en Lenguaje Actual | Al ver Dios la belleza de la luz, la apartó de la oscuridad             |